# قدرت‌الله کردی
قدرت الله کردی  یکی از سازندگان ساز در   موسیقی ایرانی است. به غیر از ساز سه تار تخصص اصلی او در ساخت کمانچه می‌باشد. وی متولد ۱۳۳۰ شهر بروجرد است و همواره خود را مرهون راهنمایی‌های اساتیدی همچون علی اکبر شکارچی و اردشیر کامکار می‌داند.

از راست: قدرت الله کردی و اردشیر کامکار